# Clas Brede Bråthen
Clas Brede Bråthen (28 novembre 1968) è un dirigente sportivo ed ex saltatore con gli sci norvegese.

## Biografia

### Carriera sciistica
In Coppa del Mondo esordì il 30 dicembre 1987 a Oberstdorf (70°) e ottenne l'unico podio il 17 dicembre 1988 a Sapporo (3°).
In carriera prese parte a un'edizione dei Campionati mondiali, vincendo una medaglia.

### Carriera dirigenziale
Dirigente della Federazione sciistica della Norvegia dal 2001, Bråthen divenne in seguito capo della sezione di salto con gli sci; è stato tra i maggiori promotori dell'estensione della disciplina in campo femminile.

## Palmarès
- 1 medaglia:
  - 1 argento (gara a squadre a Lahti 1989)

### Mondiali juniores
- 1 medaglia:
  - 1 bronzo (trampolino lungo a Lake Placid 1986)

### Coppa del Mondo
- Miglior piazzamento in classifica generale: 27º nel 1989
- 1 podio (individuale):
  - 1 terzo posto